# Pimephales
A Pimephales a sugarasúszójú halak (Actinopterygii) osztályának pontyalakúak (Cypriniformes) rendjébe, ezen belül a pontyfélék (Cyprinidae) családjába tartozó nem.

## Rendszerezés
A nembe az alábbi 4 faj tartozik:
- Pimephales notatus (Rafinesque, 1820)
- Pimephales promelas Rafinesque, 1820 - típusfaj
- Pimephales tenellus (Girard, 1856)
- Pimephales vigilax (Baird & Girard, 1853)